# 咬糧
咬糧泛指於2000年7月15日以前入職的香港公務員所持有的其中一項福利，即達45歲時，可以申請退休（現時一般紀律部隊人員的退休年齡為55歲，處長級為57歲），並且享有一次性的退休金、每月性的退休俸祿（長俸或俗稱長糧，所有舊制香港公務員皆有；2000年取消，改為使用強積金）和其他福利。由於現時此種（包括退休金和退休俸禄的發放在內的）福利不再復存，咬糧亦有被引伸指作提早退休的意思。

## 字意
咬指定期獲發（通常為每月），糧指長糧，即退休金

### 翻閹
承上，翻閹指於上述日期以前入職的人員在達45歲時或退休年齡55歲以前申請退休，享有上述福利後，申請再一次入職，其後以合約形式繼續留在警隊服務，合約每期為2年半，完成合約後可領取一筆約滿酬金。翻閹最多4次。這是人員一生最好的安排，享有退休金和長俸，此外既屬已經退休，就算犯了甚麼大錯也不能革職，最多是停止僱用，不會影響繼續支取長俸。

## 相關參見
- 山東差
- 摩羅差
- 雜差
- 香港警察歷史
- 香港警察傳統
- 警隊博物館